# L'Écho de la Lys
L'Écho de la Lys est un hebdomadaire régional français, dont le siège se trouve à Aire-sur-la-Lys dans le Pas-de-Calais. Paraissant chaque jeudi, ce journal traite l'information de la zone géographique située entre le sud de Saint-Omer et le nord de Béthune comprenant notamment les communes d'Aire-sur-la-Lys, d'Isbergues, de Thérouanne, de Fauquembergues et de Lillers. 
Quatre journalistes composent l'équipe rédactionnelle. Ils sont secondés par une dizaine de correspondants locaux.

## Historique
Cet hebdomadaire a été créé en 1837.

## Diffusion
En 2011/2012, le tirage moyen de ce journal était de 8 078 exemplaires.
- L'Echo de la Lys [1]

| Titre            | 2007  | 2008  | 2009  | 2010  | 2011  | 2011-2012 |
| ---------------- | ----- | ----- | ----- | ----- | ----- | --------- |
| L'Echo de la Lys | 8 171 | 8 399 | 8 469 | 8 438 | 8 351 | 8 078     |